# Анна фон Насау-Висбаден
Анна фон Насау-Висбаден (на немски: Anna von Nassau-Wiesbaden; * ок. 1440; † 1 март 1480) е графиня от Насау-Висбаден-Идщайн и чрез женитба графиня на Золмс-Браунфелс.

## Произход
Тя е третата дъщеря на граф Йохан II фон Насау-Висбаден-Идщайн (1419 – 1480) и съпругата му графиня Мария фон Насау-Диленбург (1418 – 1472), дъщеря на граф Енгелберт I фон Насау-Диленбург.
По-голяма сестра е на Адолф III (1443 – 1511) и Филип (1450 – 1509).

## Фамилия
Анна се омъжва на 1 януари 1464 г. в Майнц за граф Ото II фон Золмс-Браунфелс (* 1426; † 26 юни 1504). Те имат децата:
- Маргарета (* 1465)
- Анна (1466 – 1491)
- Филип (1467 – 1511)
- Бернхард III (1468 – 1547), граф на Золмс-Браунфелс, женен на 4 ноември 1492 г. за графиня Маргарета фон Хенеберг-Шлойзинген (ок. 1475 – 1510), дъщеря на граф Вилхелм III фон Хенеберг-Шлойзинген
- Елизабет (1469 – 1540), омъжена ок. 1488 г. за граф Волфганг I фон Фюрстенберг (1465 – 1509)
- Мария (1471)
- Ото (1474)
- Агнес (1476 – 1531)
- Катарина (1478)
- Волфганг (1480 – 1511)